# Obsjtina Tsenovo
Obsjtina Tsenovo (bulgariska: Община Ценово) är en kommun i Bulgarien.   Den ligger i regionen Ruse, i den centrala delen av landet, 210 km nordost om huvudstaden Sofia.
Obsjtina Tsenovo delas in i:
- Beltsov
- Dolna Studena
- Karamanovo
- Krivina
- Novgrad
- Piperkovo
- Dzjuljunitsa

Följande samhällen finns i Obsjtina Tsenovo:
- Tsenovo

Trakten runt Obsjtina Tsenovo består till största delen av jordbruksmark. Runt Obsjtina Tsenovo är det ganska glesbefolkat, med 24 invånare per kvadratkilometer.